# Chanson de mer (Aubert)
Chanson de mer est une mélodie pour piano, composée par Louis Aubert en 1900 sur un poème de Sully Prudhomme.

## Composition
Louis Aubert compose sa Chanson de mer en 1900, sur un poème de Sully Prudhomme.

## Présentation
La mélodie adopte un mouvement Modéré ( = 72) en sol bémol majeur, à 
.

## Analyse
Guy Sacre montre l'accompagnement de la Chanson de mer vient du Prélude des Trois esquisses, op. 7 qui, transposé en la majeur, sera repris dans l'Aubade pour violon et piano selon un « plan modifié ».
Selon Vladimir Jankélévitch, « l'auteur de la Chanson de mer, d'Aigues-marines et de Sillages... est le musicien de la mer ».

## Postérité
En 1994, le Guide de la mélodie et du lied ne mentionne pas la Chanson de mer parmi les « pages isolées » du compositeur.

### Ouvrages généraux
- Marie-Claire Beltrando-Patier, Brigitte François-Sappey et Gilles Cantagrel (dirs.), Guide de la mélodie et du lied, Paris, Fayard, coll. « Les Indispensables de la musique », 1994, 916 p. (ISBN 2-213-59210-1, OCLC 417117290, BNF 35723610), « Louis Aubert », p. 11–12.
- Guy Sacre, La musique pour piano : dictionnaire des compositeurs et des œuvres, vol. I (A-I), Paris, Robert Laffont, coll. « Bouquins », 1998, 1495 p. (ISBN 978-2-221-05017-0), p. 104-108.

### Monographies
- Louis Vuillemin, Louis Aubert : son œuvre, Paris, Éditions Durand, 1921, 72 p.

### Articles
- Vladimir Jankélévitch, Premières et Dernières Pages : Louis Aubert, Paris, Seuil, 1994 (1re éd. 1974), 318 p. (ISBN 2-02-019943-2 et 978-2-02-019943-8), p. 290-298.